# Наньсихэ

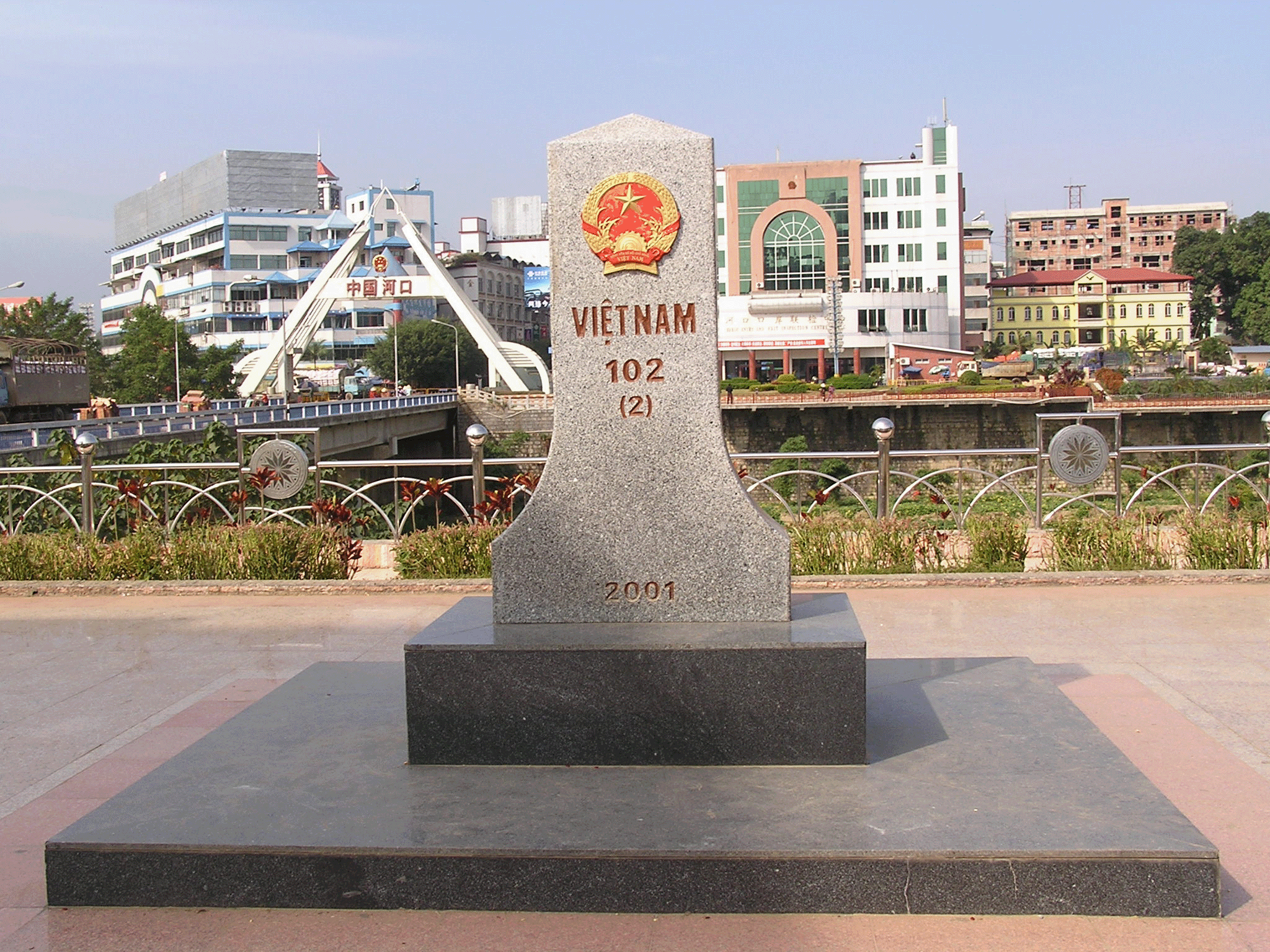
Мост через реку и на пограничном пункте Хэкоу, Китай — Лаокай, Вьетнам

Наньсихэ́ (кит. упр. 南溪河 — Наньсихэ, вьет. Sông Nậm Thi — Намтхи) — река в Китае и Вьетнаме.
Река Наньсихэ протекает по южнокитайской провинции Юньнань (точнее, через Хунхэ-Хани-Ийский автономный округ). От своего истока в районе города Мэнцзы она течёт в общем южном и юго-восточном направлении, и впадает по левому берегу реки Хонгха (Красная Река) на границе Китая и Вьетнама (провинция Лаокай). Высота устья — 76 м над уровнем моря.
Наньсихэ (вьетнамское название Намтхи) впадает в реку Хонгха на границе китайского округа Хэкоу и вьетнамской провинции Лаокай, и на небольшом участке в своем нижнем течении является пограничной рекой между двумя государствами. Государственная граница проходит по вьетнамскому берегу реки вплоть до города Лаокай. В устье реки на её китайском берегу находится посёлок Хэкоу, а на вьетнамском — город Лаокай.
На китайской территории, в провинции Юньнань на реке Наньсихэ расположено водохранилище Чжуанчжай (庄寨水库; 23°20′34″ с. ш. 103°32′38″ в. д.).

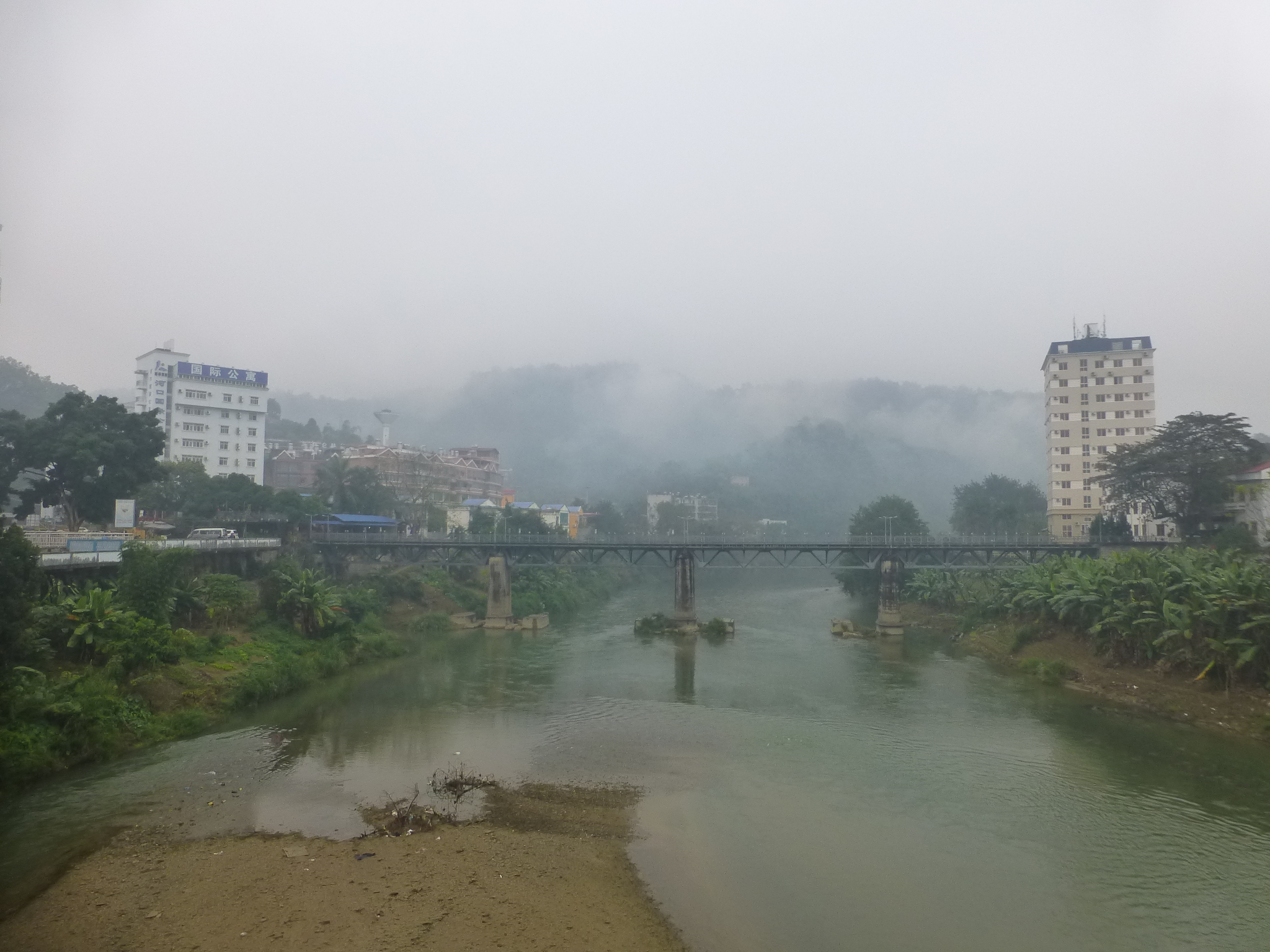
Узкоколейная железная дорога Куньмин-Хайфон пересекает Наньсихэ из Хэкоу (Китай, слева) в Лаокай (Вьетнам, справа)

Знаменитая узкоколейная железная дорога Куньмин-Хайфон идёт по долине реки Наньсихэ почти на всём протяжении этой долины, от окрестностей Мэнцзы до государственной границы в Хэкоу (где железная дорога пересекает реку по мосту, входит во Вьетнам, и далее на юго-восток идет вдоль Красной Реки.